# باب لافمن
باب لافمن (انگلیسی: Bob Loughman؛ زادهٔ ۸ مارس ۱۹۶۱) سیاست‌مدار اهل وانواتو است. وی از ۲۰ آوریل ۲۰۲۰ تا ۴ نوامبر ۲۰۲۲ نخست‌وزیر این کشور بود.